# Anochetus vexator
Anochetus vexator é uma espécie de formiga do gênero Anochetus, pertencente à subfamília Ponerinae.